# Grand Prix Formule 1 van Argentinië 1979
De Grand Prix Formule 1 van Argentinië 1979 werd gehouden op 21 januari 1979 op het Autódromo Oscar Alfredo Gálvez bij Buenos Aires.

## Uitslag
| Positie | Nr | Rijder                | Team               | Ronden | Tijd/Opgave         | Startplaats | Punten |
| ------- | -- | --------------------- | ------------------ | ------ | ------------------- | ----------- | ------ |
| 1       | 26 | Jacques Laffite       | Ligier-Ford        | 53     | 1:36:03.21          | 1           | 9      |
| 2       | 2  | Carlos Reutemann      | Lotus-Ford         | 53     | +14,94 s            | 3           | 6      |
| 3       | 7  | John Watson           | McLaren-Ford       | 53     | +1:28.81            | 6           | 4      |
| 4       | 25 | Patrick Depailler     | Ligier-Ford        | 53     | +1:41.72            | 2           | 3      |
| 5       | 1  | Mario Andretti        | Lotus-Ford         | 52     | +1 Ronde            | 7           | 2      |
| 6       | 14 | Emerson Fittipaldi    | Fittpaldi-Ford     | 52     | +1 Ronde            | 11          | 1      |
| 7       | 18 | Elio de Angelis       | Shadow-Ford        | 52     | +1 Ronde            | 16          |        |
| 8       | 30 | Jochen Mass           | Arrows-Ford        | 51     | +2 Rondes           | 14          |        |
| 9       | 27 | Alan Jones            | Williams-Ford      | 51     | +2 Rondes           | 15          |        |
| 10      | 28 | Clay Regazzoni        | Williams-Ford      | 51     | +2 Rondes           | 17          |        |
| 11      | 22 | Derek Daly            | Ensign-Ford        | 51     | +2 Rondes           | 24          |        |
| NF      | 12 | Gilles Villeneuve     | Ferrari            | 48     | Motor               | 10          |        |
| NF      | 31 | Héctor Rebaque        | Lotus-Ford         | 46     | Ophanging           | 19          |        |
| NF      | 17 | Jan Lammers           | Shadow-Ford        | 42     | Transmissie         | 21          |        |
| NF      | 20 | James Hunt            | Wolf-Ford          | 41     | Elektrisch probleem | 18          |        |
| NF      | 4  | Jean-Pierre Jarier    | Tyrrell-Ford       | 15     | Motor               | 4           |        |
| NF      | 15 | Jean-Pierre Jabouille | Renault            | 15     | Motor               | 12          |        |
| NF      | 5  | Niki Lauda            | Brabham-Alfa Romeo | 8      | Benzinesysteem      | 23          |        |
| NF      | 16 | René Arnoux           | Renault            | 6      | Motor               | 25          |        |
| NF      | 11 | Jody Scheckter        | Ferrari            | 0      | Botsing             | 5           |        |
| NF      | 3  | Didier Pironi         | Tyrrell-Ford       | 0      | Botsing             | 8           |        |
| NF      | 8  | Patrick Tambay        | McLaren-Ford       | 0      | Botsing             | 9           |        |
| NF      | 6  | Nelson Piquet         | Brabham-Alfa Romeo | 0      | Botsing             | 20          |        |
| NF      | 24 | Arturo Merzario       | Merzario-Ford      | 0      | Botsing             | 22          |        |
| DNS     | 29 | Riccardo Patrese      | Arrows-Ford        |        | Ongeluk             | 13          |        |
| NS      | 9  | Hans Joachim Stuck    | ATS-Ford           |        | Wagen niet klaar    |             |        |

## Statistieken
| Pole-position | Jacques Laffitte | Ligier-Ford | 1:44.20 |
| Snelste ronde | Jacques Laffitte | Ligier-Ford | 1:46.91 |

## Noot
- Dit was het debuut van de Italiaanse coureur Elio de Angelis en de Nederlandse coureur Jan Lammers.

1953 · 1954 · 1955 · 1956 · 1957 · 1958 · 1960 · 1971 · 1972 · 1973 · 1974 · 1975 · 1977 · 1978 · 1979 · 1980 · 1981 · 1995 · 1996 · 1997 · 1998